# Сигневич, Николай Евгеньевич
Никола́й Евге́ньевич Сигне́вич (бел. Мікалай Яўгенавіч Сігневіч; род. 20 февраля 1992[…], Брест) — белорусский футболист, нападающий клуба «Тобол» Костанай. Выступал в национальной сборной Беларуси.

## Карьера

### Клубная
Воспитанник СДЮШОР-5 (Брест). Первый тренер — Эдуард Владиславович Сугак.
Профессиональную карьеру начал в брестском «Динамо» в 2009 году, выступал за дубль (всего в 2009—2013 годах за дубль провёл 63 матча, забил 15 мячей). В сезоне 2011 года дебютировал в чемпионате Беларуси. В сезоне 2013 года — игрок основного состава: главный снайпер клуба и один из лучших бомбардиров чемпионата.
8 августа 2013 года между БАТЭ и «Динамо» был подписан трансферный договор до 31 декабря 2016 года) о выкупе трансферных прав на Сигневича, по просьбе брестского клуба форвард выступал за «Динамо» до конца сезона. Также футболистом интересовался израильский клуб «Хапоэль» Хайфа. Сезон 2014 начал в составе борисовского клуба, обычно выходя на замену, позднее стал чаще появляться в основном составе. В результате, в конце сезона стал чередоваться в стартовом составе с Виталием Родионовым. В первом же сезоне за борисовчан забил 9 голов чемпионате.
В начале 2015 гола не выступал из-за травмы, пропустил в том числе Суперкубок Беларуси, в котором по пенальти БАТЭ переиграл солигорский «Шахтёр». В марте продлил контракт с БАТЭ. В конце апреля восстановился от травмы, позднее продолжительное время появлялся на поле, выходя на замену. С сентября, после травмы Родионова, закрепился в стартовом составе, однако в октября сам получил травму и выбыл до конца сезона.
В первой половине 2016 года не играл из-за травмы, с июня стал появляться на поле, закрепиться в основе не смог, уступая конкуренцию Родионову. В декабре 2016 года был отдан в аренду греческому «Платаниасу». В мае 2017 года, по окончании чемпионата Греции, вернулся из аренды в БАТЭ. Стал выступать в основе на позиции центрального нападающего, чередуя выходы в стартовом составе и на замену. 2 ноября 2017 года в мачте Лиги Европы против «Кёльна» отметился голом после удара через себя.
В сезоне 2018 оставался одним из основных нападающих БАТЭ, выходил преимущественно в стартовом составе команды. В декабре перешёл в венгерский «Ференцварош», вместе с которым дважды становился чемпионом Венгрии, играл в Лиге чемпионов. В сентябре 2020 года присоединился к подмосковным «Химкам», однако в том же месяце расторг контракт, проведя за клуб всего три матча, и вернулся в БАТЭ. В 2020 году появлялся на поле эпизодически. 27 декабря 2021 года официально покинул футбольный клуб БАТЭ.
В январе 2022 года перешёл в афинский «Аполлон Смирнис». С первых матчей стал игроком основного состава. В июле 2023 года, после утраты греческого клуба профессионального статуса, получил статус свободного агента и стал выступать на любительском уровне, поддерживая форму, за белорусский клуб «Запад-3».

### В сборной
В 2012—2013 годах выступал за молодёжную сборную Беларуси, проведя 12 матчей и забив в них один гол.
15 ноября 2014 года провёл первый матч за национальную сборную Беларуси, выйдя на замену на 67-й минуте вместо Сергея Корниленко против сборной Испании. Уже во втором матче за сборную, в товарищеской игре против сборной Мексики (3:2), Сигневич забил первый гол, сравняв счёт на 55-й минуте.
В марте 2021 года был вызван в сборную на товарищеский матч со сборной Гондураса, и матчи квалификации на ЧМ-2022 с Эстонией и Бельгией.

## Статистика

### Клубная
| Клуб             | Сезон            | Лига             | Лига | Лига | Кубки | Кубки | Еврокубки | Еврокубки | Итого | Итого |
| Клуб             | Сезон            | Турнир           | Игры | Голы | Игры  | Голы  | Игры      | Голы      | Игры  | Голы  |
| ---------------- | ---------------- | ---------------- | ---- | ---- | ----- | ----- | --------- | --------- | ----- | ----- |
| Динамо (Брест)   | 2009             | Высшая лига      | 0    | 0    | 0     | 0     | 0         | 0         | 0     | 0     |
| Динамо (Брест)   | 2010             | Высшая лига      | 0    | 0    | 0     | 0     | 0         | 0         | 0     | 0     |
| Динамо (Брест)   | 2011             | Высшая лига      | 9    | 1    | 0     | 0     | 0         | 0         | 9     | 1     |
| Динамо (Брест)   | 2012             | Высшая лига      | 8    | 0    | 1     | 1     | 0         | 0         | 9     | 1     |
| Динамо (Брест)   | 2013             | Высшая лига      | 28   | 10   | 3     | 2     | 0         | 0         | 31    | 12    |
| БАТЭ             | 2014             | Высшая лига      | 29   | 9    | 3     | 1     | 12        | 0         | 44    | 10    |
| БАТЭ             | 2015             | Высшая лига      | 18   | 4    | 3     | 2     | 8         | 0         | 29    | 6     |
| БАТЭ             | 2016             | Высшая лига      | 15   | 4    | 2     | 2     | 3         | 0         | 20    | 6     |
| Платаниас        | 2016/17          | Высшая лига      | 16   | 2    | 4     | 0     | 0         | 0         | 20    | 2     |
| БАТЭ             | 2017             | Высшая лига      | 13   | 6    | 1     | 1     | 12        | 3         | 26    | 10    |
| БАТЭ             | 2018             | Высшая лига      | 23   | 6    | 7     | 3     | 9         | 3         | 39    | 12    |
| Ференцварош      | 2018/19          | Высшая лига      | 11   | 4    | 2     | 0     | 0         | 0         | 13    | 4     |
| Ференцварош      | 2019/20          | Высшая лига      | 21   | 1    | 1     | 0     | 9         | 2         | 31    | 3     |
| Химки            | 2020/21          | Премьер-лига     | 2    | 0    | 1     | 0     | 0         | 0         | 3     | 0     |
| БАТЭ             | 2020             | Высшая лига      | 4    | 0    | 2     | 2     | 0         | 0         | 6     | 2     |
| БАТЭ             | 2021             | Высшая лига      | 22   | 6    | 2     | 1     | 2         | 0         | 26    | 7     |
| Всего за карьеру | Всего за карьеру | Всего за карьеру | 219  | 53   | 32    | 15    | 55        | 8         | 306   | 76    |

### В сборной
| Матчи и голы Сигневича за сборную Беларуси | Матчи и голы Сигневича за сборную Беларуси | Матчи и голы Сигневича за сборную Беларуси | Матчи и голы Сигневича за сборную Беларуси | Матчи и голы Сигневича за сборную Беларуси | Матчи и голы Сигневича за сборную Беларуси | Матчи и голы Сигневича за сборную Беларуси |
| ------------------------------------------ | ------------------------------------------ | ------------------------------------------ | ------------------------------------------ | ------------------------------------------ | ------------------------------------------ | ------------------------------------------ |
| №                                          | Дата                                       | Место проведения                           | Оппонент                                   | Счёт                                       | Голы                                       | Соревнование                               |
| 1                                          | 15 ноября 2014                             | Уэльва                                     | Испания                                    | 0:3                                        | —                                          | Отборочный турнир ЧЕ-2016                  |
| 2                                          | 18 ноября 2014                             | Борисов                                    | Мексика                                    | 3:2                                        | 56′                                        | Товарищеский матч                          |
| 3                                          | 5 сентября 2015                            | Львов                                      | Украина                                    | 1:3                                        | —                                          | Отборочный турнир ЧЕ-2016                  |
| 4                                          | 8 сентября 2015                            | Борисов                                    | Люксембург                                 | 2:0                                        | —                                          | Отборочный турнир ЧЕ-2016                  |
| 5                                          | 9 октября 2015                             | Жилина                                     | Словакия                                   | 1:0                                        | —                                          | Отборочный турнир ЧЕ-2016                  |
| 6                                          | 12 октября 2015                            | Борисов                                    | Северная Македония                         | 0:0                                        | —                                          | Отборочный турнир ЧЕ-2016                  |
| 7                                          | 31 августа 2016                            | Осло                                       | Норвегия                                   | 1:0                                        | —                                          | Товарищеский матч                          |
| 8                                          | 6 сентября 2016                            | Борисов                                    | Франция                                    | 0:0                                        | —                                          | Отборочный матч ЧМ-2018                    |
| 9                                          | 10 октября 2016                            | Борисов                                    | Люксембург                                 | 1:1                                        | —                                          | Отборочный матч ЧМ-2018                    |
| 10                                         | 25 марта 2017                              | Стокгольм                                  | Швеция                                     | 0:4                                        | —                                          | Отборочный матч ЧМ-2018                    |
| 11                                         | 28 марта 2017                              | Скопье                                     | Северная Македония                         | 0:3                                        | —                                          | Товарищеский матч                          |
| 12                                         | 3 сентября 2017                            | Борисов                                    | Швеция                                     | 0:4                                        | —                                          | Отборочный матч ЧМ-2018                    |
| 13                                         | 7 октября 2017                             | Борисов                                    | Нидерланды                                 | 1:3                                        | —                                          | Отборочный матч ЧМ-2018                    |
| 14                                         | 15 октября 2018                            | Минск                                      | Молдова                                    | 0:0                                        | —                                          | Лига наций 2018/2019 (Лига D)              |
| 15                                         | 15 ноября 2018                             | Люксембург                                 | Люксембург                                 | 2:0                                        | —                                          | Лига наций 2018/2019 (Лига D)              |
| 16                                         | 21 марта 2019                              | Роттердам                                  | Нидерланды                                 | 0:4                                        | —                                          | Отбор ЧЕ-2020 (группа C)                   |
| 17                                         | 6 сентября 2019                            | Таллин                                     | Эстония                                    | 2:1                                        | —                                          | Отбор ЧЕ-2020 (группа C)                   |
| 18                                         | 9 сентября 2019                            | Кардифф                                    | Уэльс                                      | 0:1                                        | —                                          | Товарищеский матч                          |
| 19                                         | 24 марта 2021                              | Жодино                                     | Гондурас                                   | 1:1                                        | —                                          | Товарищеский матч                          |
| 20                                         | 27 марта 2021                              | Минск                                      | Эстония                                    | 4:2                                        | —                                          | Отбор ЧМ-2022 (Группа E)                   |
| 21                                         | 30 марта 2021                              | Лёвен                                      | Бельгия                                    | 0:8                                        | —                                          | Отбор ЧМ-2022 (Группа E)                   |

Итого: 21 матч / 1 гол; 7 побед, 5 ничьих, 9 поражений.

## Достижения

### Командные
БАТЭ
- Чемпион Беларуси (5): 2014, 2015, 2016, 2017, 2018
- Обладатель Кубка Беларуси (2): 2015, 2021
- Обладатель Суперкубка Беларуси (1): 2014

«Ференцварош»
- Чемпион Венгрии (2): 2018/19, 2019/20

### Личные
- Включался БФФ в список 22 лучших футболистов чемпионата Беларуси (3): 2013, 2014, 2015.

Автор самого быстрого дубля в высшей лиге после выхода на замену (26 мая 2014 года, Борисов, домашний матч 9-го тура БАТЭ с «Нафтаном» — 9 минут).